# Quell- und Durchströmungsmoor mit Kleingewässern bei Dalle
Das Quell- und Durchströmungsmoor mit Kleingewässern bei Dalle ist ein Naturschutzgebiet in der niedersächsischen Gemeinde Eschede im Landkreis Celle.

## Allgemeines
Das Naturschutzgebiet mit dem Kennzeichen NSG LÜ 315 ist etwa 25 Hektar groß. Es beinhaltet das 5,21 Hektar große FFH-Gebiet „Kleingewässer bei Dalle“. Das Naturschutzgebiet ist fast vollständig vom Landschaftsschutzgebiet „Südheide“ umgeben. Im Geltungsbereich der Naturschutzverordnung ersetzt es das Landschaftsschutzgebiet. Das Gebiet steht seit dem 9. Dezember 2017 unter Naturschutz. Zuständige untere Naturschutzbehörde ist der Landkreis Celle.

## Beschreibung
Das Naturschutzgebiet liegt nordöstlich von Eschede im Naturpark Südheide. Es stellt ein seit 2011 und 2012 wiedervernässtes, naturnahes Quell- und Durchströmungsmoor in der Niederung des Daller Bachs unter Schutz, der etwas oberhalb des Naturschutzgebietes entspringt. In der Niederung liegt ein flacher und nährstoffarmer, künstlich angelegter Weiher, der von einer torfmoosreichen Sumpfzone mit Kleinseggen und Binsen umgeben ist. Teile des Naturschutzgebietes sind verbuscht, in weiteren Teilen stocken Bruch- und Moorwälder mit hohem Totholzanteil. Die Wälder im Schutzgebiete werden nicht bewirtschaftet. Sie können sich eigenständig entwickeln.
Das Naturschutzgebiet ist Lebensraum verschiedener Vögel, Amphibien und Reptilien sowie Libellen, darunter die Große Moosjungfer.
Im Süden und Osten grenzt das Naturschutzgebiet an einen öffentlichen Weg.

Im Naturschutzgebiet
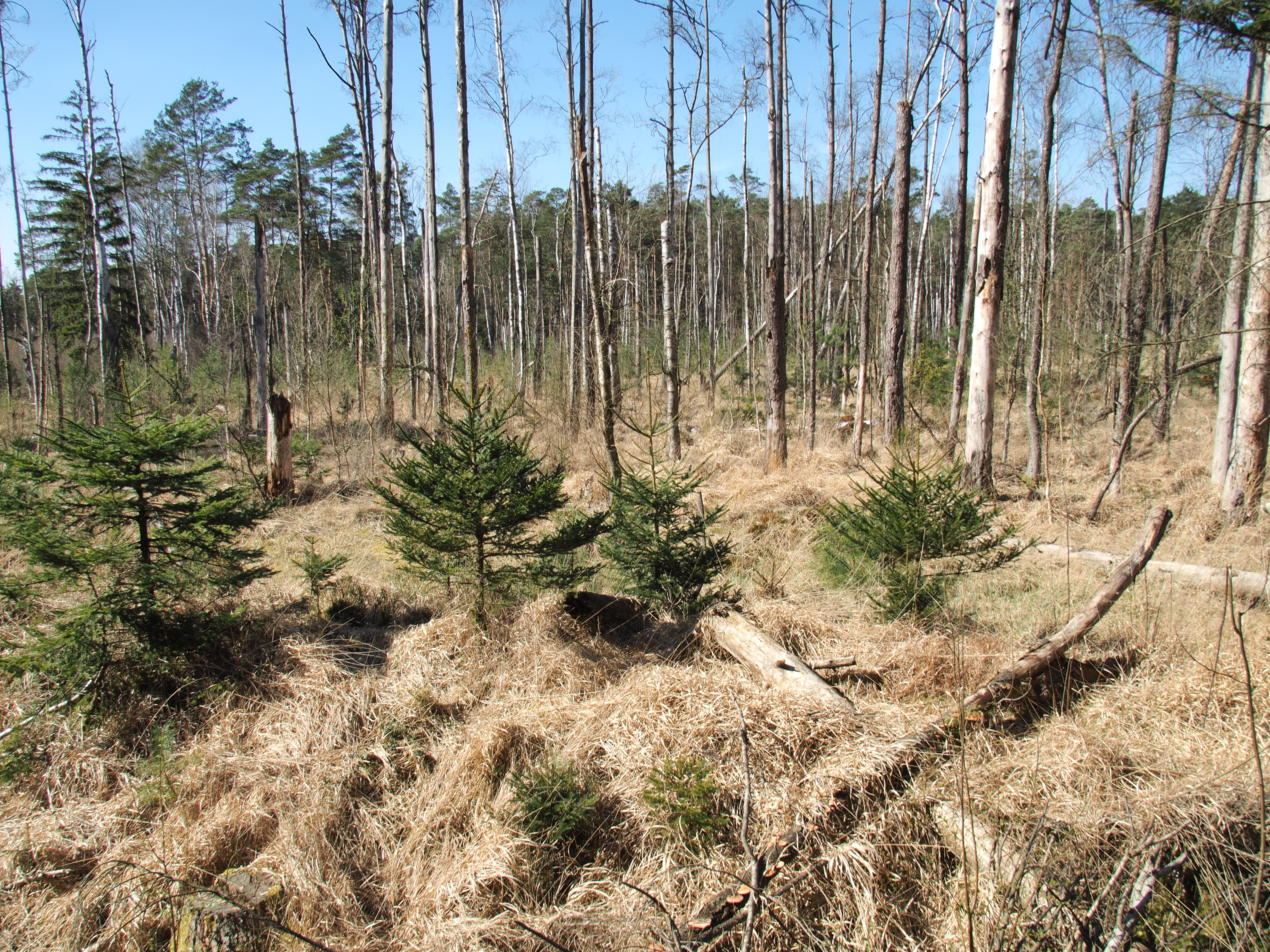
Moorgebiet mit abgestorbenen Bäumen
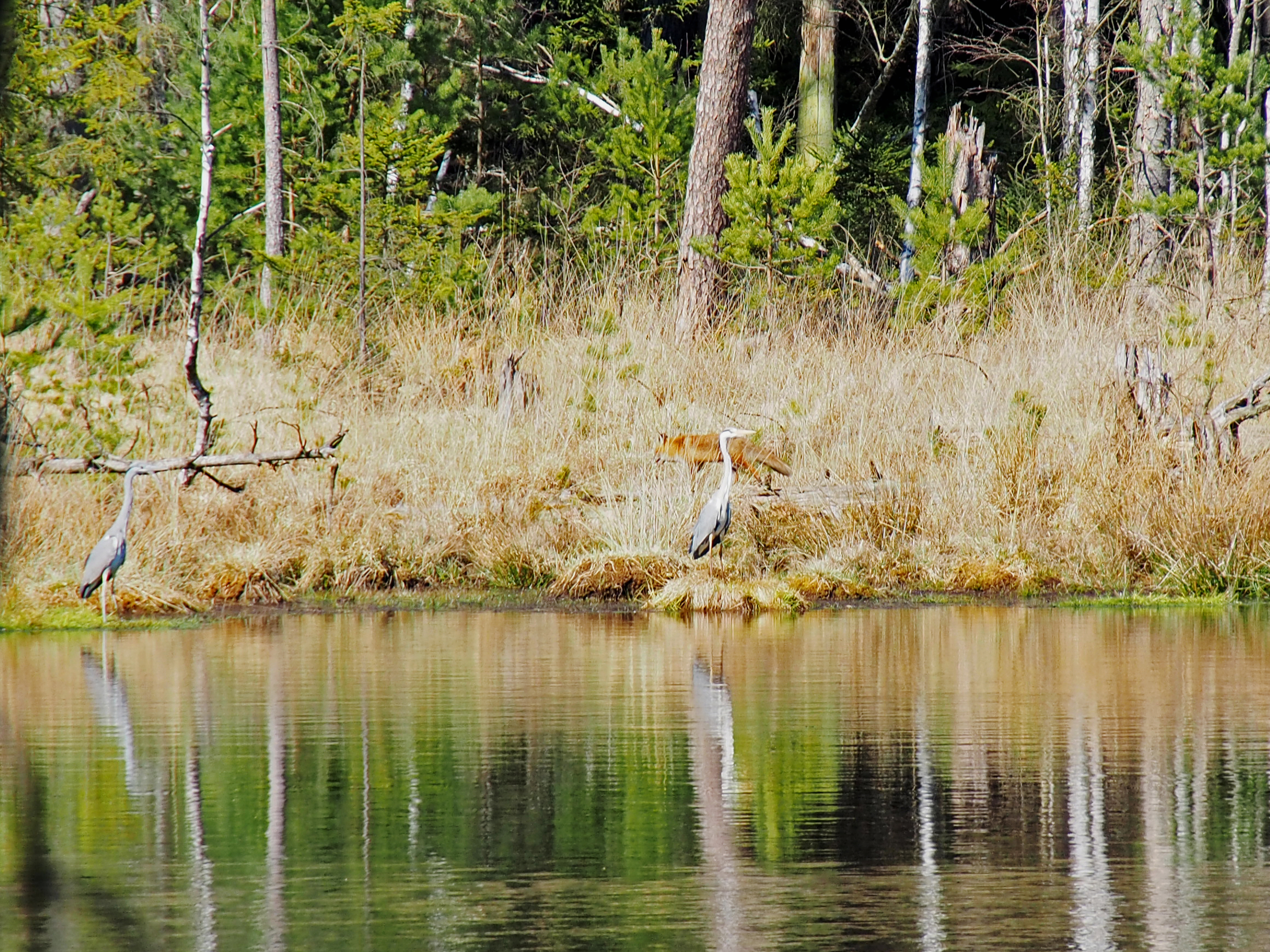
Teichufer mit Fuchs und Graureihern
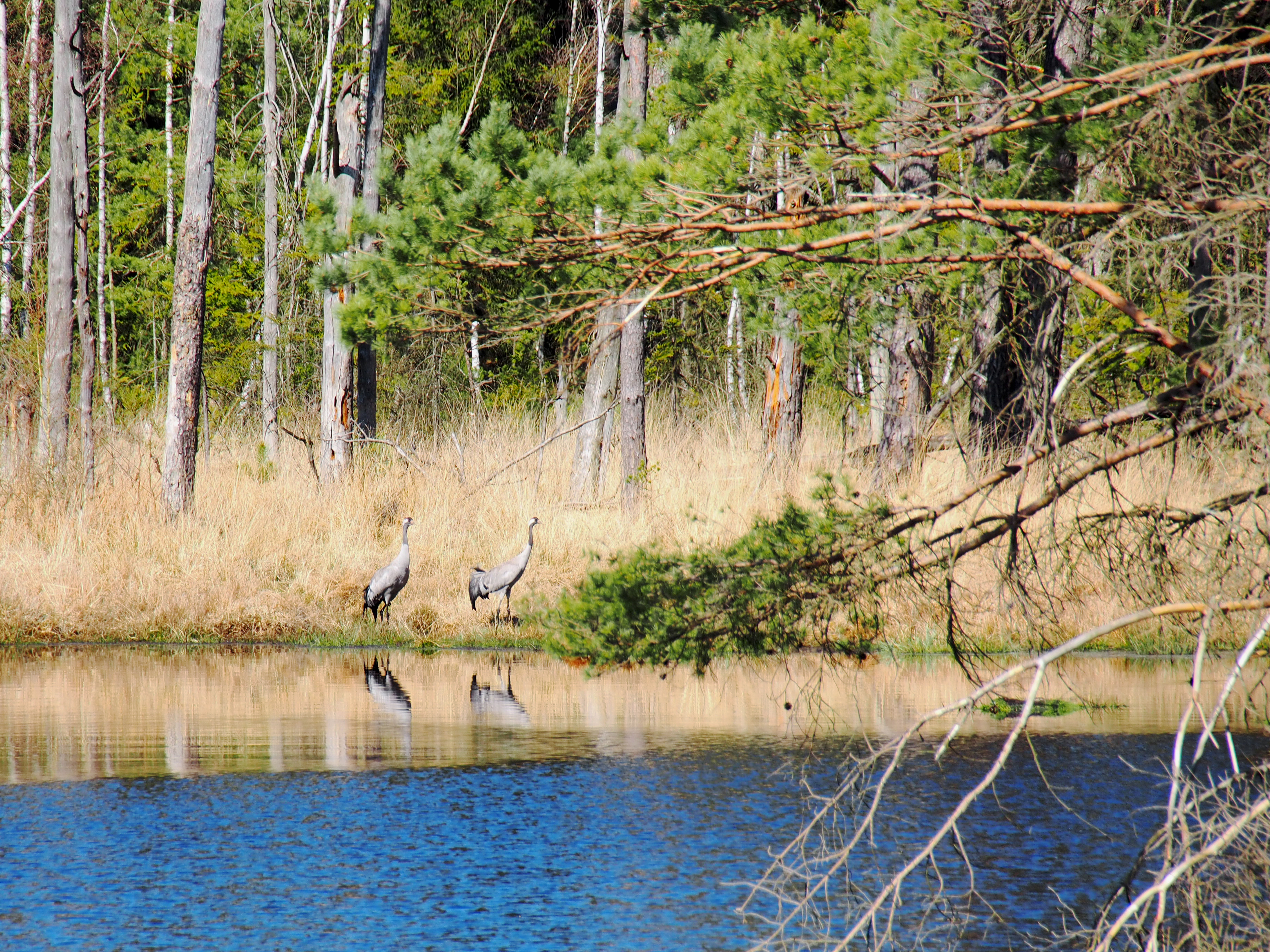
Teichufer mit Kranichen